# Eotetranychus truncatus
Eotetranychus truncatus är en spindeldjursart som beskrevs av Estebanes och Baker 1968. Eotetranychus truncatus ingår i släktet Eotetranychus och familjen Tetranychidae. Inga underarter finns listade i Catalogue of Life.